# Joseph Sperlich

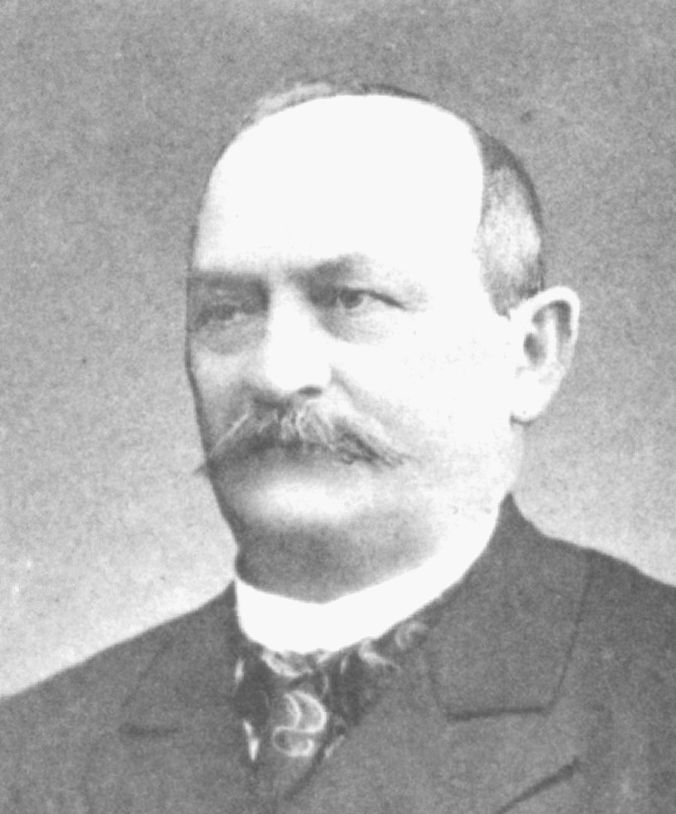
Joseph Sperlich als Reichstagsabgeordneter 1912

Joseph Hyacinth Sperlich (* 14. August 1845 in Herzogswalde (Sachsen); † 23. Dezember 1914 in Altena) war Landgerichtspräsident und Mitglied des Deutschen Reichstags.

## Leben
Sperlich war Geheimer Oberjustizrat und Landgerichtspräsident sowie Hauptmann der Landwehr.
Von 1890 bis 1893 und von 1912 bis zu seinem Tode war er Mitglied des Deutschen Reichstags für den Wahlkreis Regierungsbezirk Breslau 12 Glatz, Habelschwerdt und die Deutsche Zentrumspartei. Zwischen 1886 und 1893 war er außerdem Mitglied des Preußischen Abgeordnetenhauses.